# プランベン
プランベン（英: Plumbene）とは、グラフェンの炭素原子を鉛元素で置き換えたハチの巣格子状に結晶を組んだグラフェン状物質のことである。2019年に入り、鉛のハニカム構造であるプランベンが実験的に合成された。
鉛は原子が炭素よりはるかに大きいために、スピン軌道相互作用が大きくなる。このためプランベンにはグラフェンよりも豊かな物性が潜んでいる事が期待できる。プランベンは、大きな関心を集めているトポロジカル絶縁体を実現している物質の有力候補である。